# Şevkefza Sultan

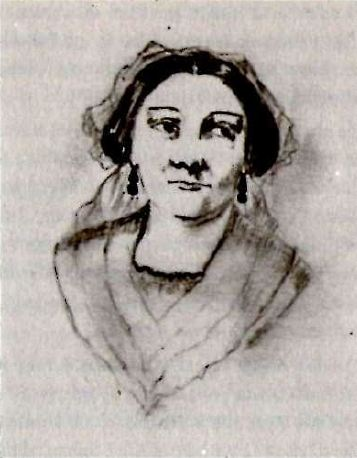
Gezeichnetes Porträt von Şevkefza Kadın

Şevkefza Sultan (* um 1823 in Poti; † 17. September 1889 in Istanbul) war die vierte Kadın des osmanischen Sultans Abdülmecid I. Sie war vom 30. Mai 1876 und 31. August 1876 Valide Sultan, als ihr Sohn Şehzade Murad als Murad V. Sultan des Osmanischen Reiches war.

## Leben
Şevkefza Kadın wurde um das Jahr 1823 als Tochter des ubychischen Adligen Mehmed Bey Zaurum und der Cemile Hanım im georgischen Poti geboren. Sie hatte eine Schwester mit dem Namen Laleru Hanım.
Im Alter von sieben Jahren präsentierte sie Zeynel Abidin Efendi, der Şeyhülislam unter Sultan Mahmud II., im Harem. Ihr ursprünglicher Name, der nicht überliefert ist, wurde in Şevkefza (Persisch für „die Aufmunternde“) geändert. Sie diente Sultan Mahmud II. etwa sieben oder acht Jahre als Tänzerin. Nach dem Tod des Sultans im Jahr 1839 gehörte sie zum Gefolge von dessen vierter Kadın Nurtab.
Şevkefza heiratete Abdülmecid im Jahr 1839 und erhielt den Titel einer Ikbal. Am 21. September 1840 gebar sie ein Jahr nach der Heirat ihr erstes Kind, den Sohn Şehzade Mehmed Murad (den späteren Sultan Murad V.). Am 20. Oktober 1842, gebar sie außerdem die Tochter Aliye Sultan im alten Beşiktaş-Palast. Die Prinzessin starb allerdings schon im Alter von zwei Jahren am 10. Juli 1845. Im Jahr 1843 wurde Şevkefza zur „vierten Kadın“, zwei Jahre später zur „dritten Kadın“ und 1852 zur „zweiten Kadın“.
Als die Valide Sultan Bezmiâlem Sultan im Jahr 1853 starb und die kinderlose Kadın Efendi Servetseza die Macht im Harem übernahm, unterstützte diese Şevkefzas Sohn Murad als Nachfolger von Abdülmecid. Die beiden rangen damit gegen Pertevniyal Sultan und ihren Sohn Abdülaziz um die Thronnachfolge. Am 30. Mai 1876 bestieg Şevkefzas Sohn Murad als Murad V. den Sultansthron und Şevkefza wurde zur neuen Valide Sultan. Gegen die einstigen Rivalen gingen Murad und seine Mutter sofort vor. Der neue Sultan ernannte ihren Hauptverbündeten Damat Nuri Pascha zum Schatzkämmerer, der gemeinsam mit Şevkefza alle Goldmünzen und Schmuckstücke beschlagnahmen sollte, die Abdülaziz und seine Mutter Pertevniyal Sultan im Harem des Dolmabahce-Palastes versteckt hatten. Die versiegelten Gemächer von Pertevniyal wurden geöffnet und acht Kisten mit Gold und vier Truhen mit Schuldverschreibungen mitgenommen. Man benötigte acht Träger, um eine der Truhen mit Gold anzuheben. In den acht Truhen sollen mehr als 5120 Okka Gold (ca. 6560 kg) enthalten gewesen sein.
Nach nur 93 Tagen Regierungszeit wurde Murad am 31. August 1876 wegen „Regierungsunfähigkeit“ entthront und im Çırağan-Palast festgesetzt. Hintergrund der Absetzung waren neben Murads psychischer Gesundheit Bemühungen um die Durchsetzung von demokratischen Reformen im Reich. Aber auch ein Zahlungsverzug bei den öffentlichen Ausgaben und eine leere Schatzkammer, Aufstände in Bulgarien, Bosnien und Herzegowina, ein Krieg mit Serbien und Montenegro belasteten das Reich und führten zu großer Unzufriedenheit. Im Jahr nach der Absetzung versuchte der liberale Journalist und Reformer Ali Suavi mit einigen Anhängern mit einem Attentat auf den konservativen Sultan Abdülhamid II., den liberalen Murad zurück auf den Thron zu bringen. Şevkefza soll in der Nacht ders Anschlages darauf gedrungen haben, dass Murad den Aufstand anführt. Doch Murad zögerte zu lange und die Rebellion schlug fehl. Ihre letzten Jahre verbrachte sie im Çırağan-Palast, wo ihr Sohn in Arrest lebte.
Im Jahr 1889 entstand plötzlich eine Schwellung an Şevkefzas Nacken. Außerdem litt sie an starkem Fieber. Großwesir Halil Rıfat Pascha bemühte sich, ihre Krankheit unter Kontrolle zu bringen, aber trotz aller Behandlungen konnte er sie nicht retten. Sie starb noch im selben Jahr im Çırağan-Palast in Istanbul und wurde in der Türbe der Neuen Moschee bestattet.

## Rezeption
Im Film The Sultan's Women  aus dem Jahr 2012 wird Şevkefza Kadın von der türkischen Schauspielerin Ayşegül Siray dargestellt.